# Lillian Friedman Astor
Lillian Friedman Astor (12 de abril de 1912, Nueva York - 9 de julio de 1989) fue la primera animadora que trabajó en un estudio estadounidense, Fleischer Studios, haciendo los acabados finales. Además animó varios episodios de Betty Boop, Popeye y Hunky and Spunky. A pesar de su trabajo, sólo formó parte de los créditos finales en seis de los cortos a lo largo de su vida.

## Biografía
Fue a a la secundaria Washington Irving en Nueva York, donde estudió animación y diseño gráfico. Después de graduarse trabajó como diseñadora de modas.

## Carrera como animadora
Después de ser rechazada por Disney, Friedman fue contratada por Fleischer Studios en 1930. Durante sus primeros años estuvo muy influenciada por James "Shamus" Culhane lo que la llevó a ser ascendida al cargo de asistente y parte del equipo de tweening., donde dibujaba las imágenes que simulan movimiento entre un dibujo y otro de manera que la primera imagen se transforma en el segunda. Gracias a sus talento en 1933 Culhane la ascendió "secretamente" a animadora donde fue capaz de crear contenido original. Trabajó en el equipo de Myron Waldman, y animó (sin reconocimiento) un corto de Popeye en 1934. Su trabajo de animación aparece también en Betty Boop's Prize Show (1934), Making Stars (1935), Pudgy Takes a Bow-Wow (1937), Hawaiian Birds (1936). También fue reconocida por animar varias escenas de Popeye the Sailor Meets Sindbad the Sailor en 1936.